# スーザン・スター (プロレスラー)
スーザン・スター（Susan Starr）は、アメリカ合衆国の元女子プロレスラー。オクラホマ州タルサ出身。

## 来歴
1981年2月20日、NWAミッドアトランティックでデビューし、ジョイス・グレーブルに勝利。
1983年から1986年までWWFに参戦し、シングル・タッグでペギー・リー・レザー、ドナ・クリスタネーロ、レイラニ・カイ、ジュディ・マーチン、ファビュラス・ムーラ、ウェンディ・リヒターから勝利を挙げる。しかし、1985年3月31日のAll American Wrestling showでマッド・マキシンに敗れる。
1984年には全日本女子プロレスに初来日を果たし、ミミ萩原&立野記代組と対戦（パートナーは山崎五紀）。立野とはシングルでも対戦した。
1990年1月、前年に旗揚げされたばかりのFMWに来日。スー・グリーンと組み、土屋恵理子&里美和組と対戦。

## 得意技
- ドロップキック[1]
- ヘアマーレ[1]
- モンキーフリップ[1]
- アームドラッグ[1]
- スリングショット[1]